# Каменное (Лебединский район)
Каменное (укр. Кам'яне) — село, Каменский сельский совет, Лебединский район, Сумская область, Украина.
Население по переписи 2011 года составляло 700 человек.
Является административным центром Каменского сельского совета, в который, кроме того, входят сёла Боброво, Зеленый Гай, Чернышки и Курды.

## Географическое положение
Село Каменное находится на правом берегу реки Псёл,
выше по течению на расстоянии в 1 км расположены сёла Чернышки, Курды и Боброво,
ниже по течению на расстоянии в 3,5 км расположено село Плешивец (Гадячский район) Полтавской области.
По селу протекают пересыхающие ручьи.
Река в этом месте извилистая, образует лиманы и заболоченные озёра.

## История

### Древняя эпоха
На месте села люди селились издревле, задолго до начала новой эры. В подтверждение этому — зубы крупных зверей вепрей и даже мамонтов, которые местные жители неоднократно находили на склонах оврагов, размываемых весенними водами.
Находили и древние (очевидно скифские) захоронения, в которых было много керамических украшений (бусы продолговатой формы, с чередующимися полосками светлой и темной керамики), бронзовые наконечники стрел для луков.

### Средние века
На западной окраине села находится крупный археологический комплекс древнерусского времени IX—XIII вв. Городище площадью более 2000 м². защищено валом и рвом. С севера к нему прилегает селище площадью до 10 га. Исследованы остатки полуземлянок каркасно-столбовой конструкции и хозяйственные сооружения (среди которых — гончарный горн). Встречена керамика роменской и древнерусской культур. Вблизи поселения расположен курганный могильник, насчитывающий более 100 насыпей.
Письменные упоминания о селе Каменном впервые появляются около 1650 года. Село образовали выходцы из России в качестве пограничного поста для защиты вновь заселяемых территорий от набегов кочевых народов. Жители компактно проживали на берегу реки в двух районах — «Пушкарня» и «Дворянщина». Занимались земледелием, скотоводством. Жители «Пушкарни» производили сырье для изготовления пороха. В качестве поощрения, сельская община получила от русского царя «Бессрочную вольную» — грамоту, освобождающую жителей села и их потомков от крепостной повинности. Часть жителей участвовала в походах запорожских казаков.
В XVIII—XX веках село разрастается, усадьбы размещают не только на берегу реки, но и на противоположных реке склонах холмов. Семьи зажиточных крестьян выделяются из общины и переселяются на хутора. Но при этом дороги с твердым покрытием отсутствуют, сообщение с другими городами и селами затруднено. В 1910—1912 годах власти прорабатывают проект строительства железной дороги, но он так и не был реализован.

### Советская власть
В годы гражданской войны 1918—1922 годов на село периодически совершали набеги: «белые», «зеленые», «красные». В 1928—1933 годах село пережило коллективизацию. Несогласные подлежали «раскулачиванию» — у них отнимали все имущество, а семью высылали в Сибирь. Работа в колхозах практически не оплачивалась.

### Великая Отечественная война
В 1941 году в ходе Великой Отечественной войны село было захвачены немцами, ими же была проведена перепись жителей и имущества. В 1941 году в селе было 800 хозяйств с населением 1 200 человек.
После освобождения от немцев в 1943 году село постепенно восстанавливается. Многие живут в землянках. В 1947 году жители пережили очередной голод.

### 1960—1990
В собственности местного колхоза находилось 15 000 гектар пахотной земли. Основными направлениями производства были — овощеводство, сахарная свекла и зерноводство. Земля обрабатывалась в основном лошадьми и вручную. В колхозе дела шли плохо, поэтому партийные власти раз в год меняли председателя колхоза. Село электрифицируется. В 1960 году в качестве председателя колхоза был назначен крепкий хозяйственник по фамилии Радчук. Он навёл в колхозе порядок, боролся с пьянством, укреплял дисциплину труда. Был построен завод по производству кирпича. Полулегально были налажены каналы получения из Сибири строительного леса. Это дало возможность жителям строить новые дома.
Постепенно, с насыщением колхоза техникой (трактора, комбайны, грузовыми автомобилями) эффективность сельскохозяйственного производства повысилась. Делался уклон в сторону перепрофилирования колхоза на производство мясо-молочной продукции. К 1965 году колхозные стада насчитывали 5 000 коров, на счету колхоза — до 3 000 000 рублей. Колхоз построил современный молочно-товарный комплекс, дороги с асфальтовым покрытием. Парк сельхозтехники составляет 30 автомобилей, 25 тракторов, 12 зерновых и свёклоуборочных комбайнов. Население села составляло около 5000 человек. Была построена новая школа на 400 учеников. Но председатель колхоза Радчук вступил в конфликт с властями, и его убрали. Из района привезли очередного председателя колхоза.
В последующие годы население сокращалось, так как условия работы в колхозе были очень плохие и местная молодёжь после окончания школы уезжала куда угодно, лишь бы не оставаться в селе. Поскольку паспортов сельским жителям не выдают, возможностей уехать было немного — «завербоваться» на работу в шахту, на строительство заводов либо на лесозаготовки, или же на заселение пустующих областей Советского Союза: Казахстана, Дальнего Востока, Крайнего Севера. Многие выходцы из села ныне проживает в Донбассе, в степных районах Крыма, на Дальнем Востоке, в Сибири, в Казахстане. Чтобы задержать молодежь в селе, за счет колхоза был построен дом для колхозных специалистов, выполнена газификация домов. Но молодёжь продолжала уезжать. В 1960—1990 годах ежегодно по 5 — 10 лучших выпускников школы поступали в институты и университеты. Сейчас они работают дипломированными врачами, зоотехниками, учителями, инженерами, научными работниками. Есть кандидаты и доктора наук.

### 1990 — настоящее время
После провозглашения независимости Украины в 1991 году колхозная система развалилась. Законы запрещают продажу земли, поэтому инвесторов нет и крупнотоварное производство под вопросом. Бывшее колхозное хозяйство приходит в упадок, поскольку стимулы работы окончательно утрачены. Колхозное стадо коров уменьшилось до 100 голов. Сельхозтехника не обновляется и постепенно выходит из строя. Фермерство официально приветствуется, но на практике экономически удушается. Отток населения из села происходит с утроенной силой. По состоянию на 2006 год молодежи в селе практически не осталось. В школе в каждом из начальных классов обучается до 10 учеников. Старики вымирают. В селе пустуют более 300 домов, которые невозможно продать — нет желающих заниматься сельским хозяйством. Изменения в лучшую сторону возможны, по общему мнению, только после принятия законов о купле-продаже земли.

## Экономика
- Возле села Каменное обнаружено месторождение газа.
- «Каменное», ООО.
- ООО Агрофирма «Дружба».

## Объекты социальной сферы
- Школа.
- Дом культуры.

## Религия
- Покровская деревянная церковь. Построена в 70-е годы XIX века. Была заброшена в годы советской власти, и восстановлена во времена горбачевской оттепели. Сгорела в 2009 году.

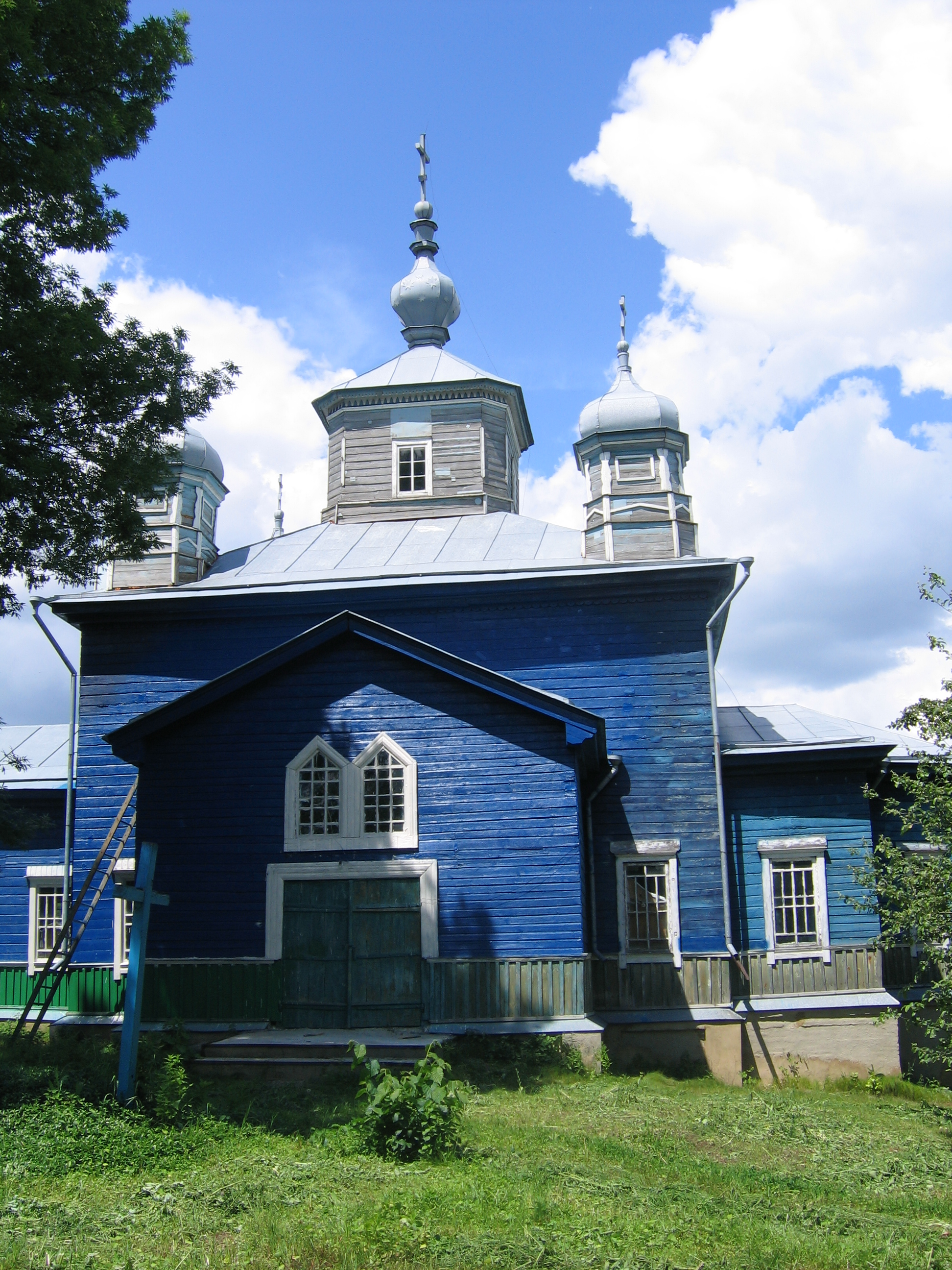
Покровская церковь. 2006 год